# Digital dermatit
Digital dermatit är en sjukdom som orsakar hälta hos nötboskap. Digital dermatit diagnosticerades första gången i Italien år 1974 av Cheli och Mortarello och kallas också Mortellaro disease. Sjukdomen orsakas framförallt av spiroketer ur släktet Treponema, som återfinns i de skadade områdena. Digital dermatit känns igen på de jordgubbsliknande ömmande såren i huden i anslutning till klövspalten. Digital dermatit är inte samma sak som fotröta eller smittsam digital dermatit (CODD) som främst drabbar får men är närbesläktat då samma bakterier förekommer på båda djurslagen.
Digital dermatit drabbar i huvudsak mjölkdjur och kan vara ett besättningsproblem. Hältan kan påverka aptiten och därmed ge en nedsättning av mjölkproduktionen.
Bland de faktorer som påverkar förekomsten av digital dermatit finns dålig hygien, hög luftfuktighet, tillförande av smittade livdjur till besättningen. Hög andel smittade djur ger en ökning av smittrycket varför tidig behandling av allvarliga fall är viktigt. Digital dermatit kan behandlas med bakteriedödande medel lokalt med ett bandage under ett par dagar. Bäst förebyggs sjukdomen med en god hygien i stallet och att inte få smitta samt fotbad.